# Liste der Kulturdenkmale im Heusteigviertel

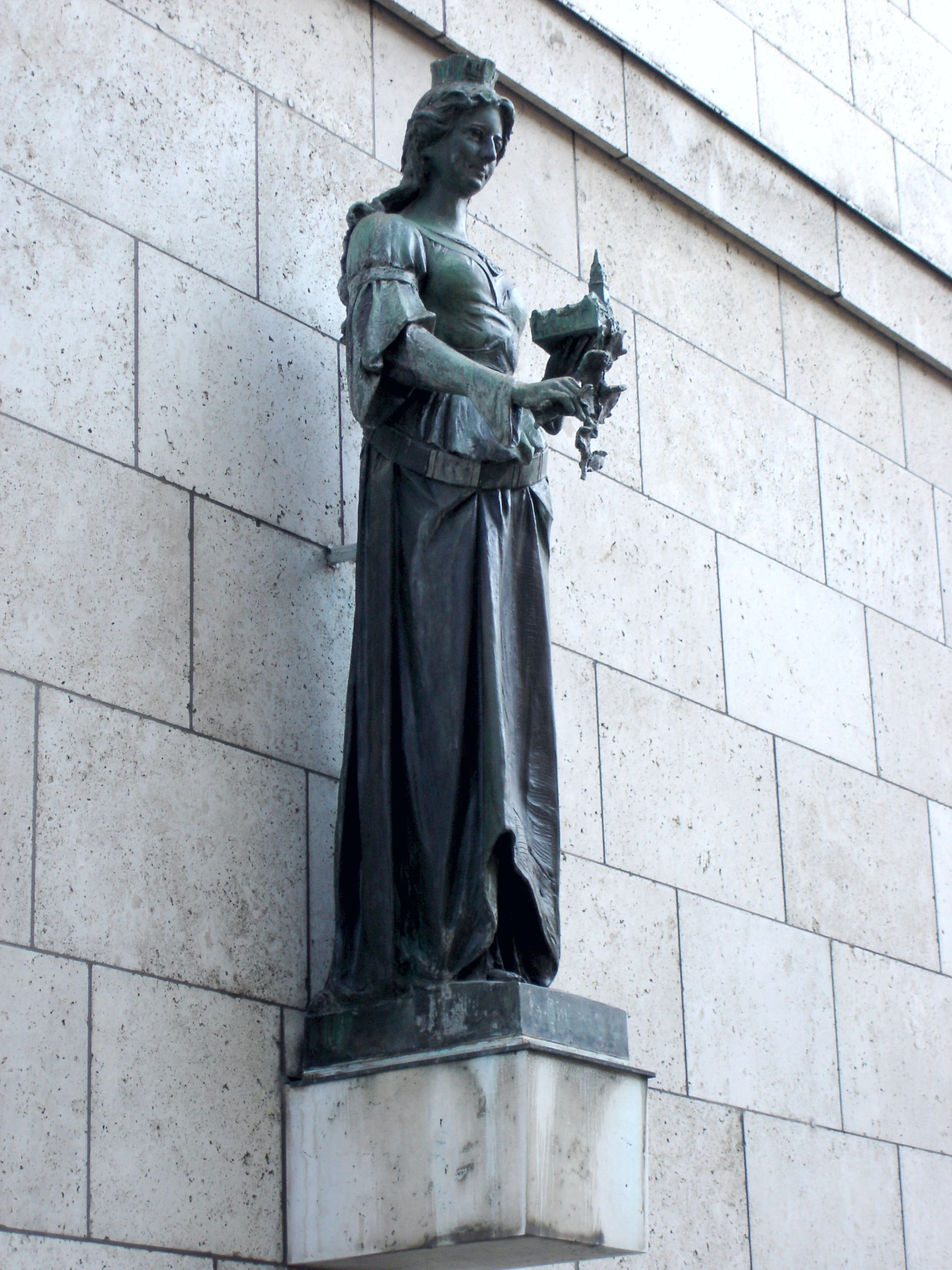
Stuttgardia

In der Liste der Kulturdenkmale im Stadtteil Heusteigviertel sind alle unbeweglichen Bau- und Kunstdenkmale im Stuttgarter Stadtteil Heusteigviertel aufgeführt, die in der Liste der Kulturdenkmale. Unbewegliche Bau- und Kunstdenkmale der Unteren Denkmalschutzbehörde für diesen Stadtbezirk Stuttgarts verzeichnet sind. Stand dieser Liste ist der 25. April 2008.  Die Liste wurde seitdem reduziert, so dass sich hier auch Objekte finden, die möglicherweise aktuell nicht mehr unter Denkmalschutz stehen.
Diese Liste ist nicht rechtsverbindlich. Eine rechtsverbindliche Auskunft ist lediglich auf Anfrage bei der Unteren Denkmalschutzbehörde der Stadt Stuttgart erhältlich.

## Allgemein
- Bild: Zeigt ein ausgewähltes Bild aus Commons, „Weitere Bilder“ verweist auf die Bilder im Medienarchiv Wikimedia Commons.
- Bezeichnung: Nennt den Namen, die Bezeichnung oder die Art des Kulturdenkmals.
- Lage: Straßenname und Hausnummer oder Flurstücknummer des Kulturdenkmals, gegebenenfalls auch den Ortsteil. Die Grundsortierung der Liste erfolgt nach dieser Adresse. Der Link (Karte) führt zu verschiedenen Kartendiensten mit der Position des Kulturdenkmals. Fehlt dieser Link, wurden die Koordinaten noch nicht eingetragen. Sind diese bekannt, können sie über ein Tool mit einer Kartenansicht einfach nachgetragen werden. In dieser Kartenansicht sind Kulturdenkmale ohne Koordinaten mit einem roten bzw. orangen Marker dargestellt und können durch Verschieben auf die richtige Position in der Karte mit Koordinaten versehen werden. Kulturdenkmale ohne Bild sind an einem blauen bzw. roten Marker erkennbar.
- Datierung: Baubeginn, Fertigstellung, Datum der Erstnennung oder grobe zeitliche Einordnung entsprechend des Eintrags in der zuständigen Denkmaldatenbank (Landesamt für Denkmalpflege Baden-Württemberg).
- Beschreibung: Kurzcharakteristik des Kulturdenkmals.

## Kulturdenkmale im Heusteigviertel
| Bild           | Bezeichnung | Lage                                                       | Datierung                  | Beschreibung | ID |
| -------------- | --- | ---------------------------------------------------------- | -------------------------- | --- | --- |
|                | Weißenburgbrunnen                                                                                                  | Alexanderstraße, Zimmermannstraße, Flst.Nr. 3286/2 (Karte) | 1910, 1954                 | Jugendstil, Neoklassizismus, Daniel Stocker (1954) Geschützt nach § 2 DSchG | |
|                | Mietshaus | Alexanderstraße 78 (Karte)                                 | 1902–1903                  | Historismus - Neogotik, deutsche Neorenaissance, Heinrich Keller Geschützt nach § 2 DSchG | |
|                | Mietshaus | Alexanderstraße 80 (Karte)                                 | 1902                       | Historismus - deutsche Neorenaissance, G. Kocher, Werkmeister Geschützt nach § 2 DSchG | |
|                | Doppel-Mehrfamilienhaus                                                                                            | Alexanderstraße 88, 90 (Karte)                             | 1906                       | Neobarock, Neoklassizismus, Louis-Seize, Richard Zettler Geschützt nach § 2 DSchG | |
|                | Mehrfamilien- bzw. Mietshaus                                                                                       | Alexanderstr. 92 (Karte)                                   | 1903–1909                  | Historismus, Jugendstil, Friedrich Russ, Werkmeister Teil der Sachgesamtheit Alexanderstraße 92, 94, 96, 98, 100, 102; Zimmermannstraße 4, 6, 10, 12 Geschützt nach § 2 DSchG | |
|                | Mehrfamilien- bzw. Mietshaus                                                                                       | Alexanderstr. 94 (Karte)                                   | 1903–1909                  | Historismus, Jugendstil, Friedrich Russ, Werkmeister Teil der Sachgesamtheit Alexanderstraße 92, 94, 96, 98, 100, 102; Zimmermannstraße 4, 6, 10, 12 Geschützt nach § 2 DSchG | |
|                | Mehrfamilien- bzw. Mietshaus                                                                                       | Alexanderstr. 96 (Karte)                                   | 1903–1909                  | Historismus, Jugendstil, Friedrich Russ, Werkmeister Teil der Sachgesamtheit Alexanderstraße 92, 94, 96, 98, 100, 102; Zimmermannstraße 4, 6, 10, 12 Geschützt nach § 2 DSchG | |
|                | Mehrfamilien- bzw. Mietshaus                                                                                       | Alexanderstr. 98 (Karte)                                   | 1903–1909                  | Historismus, Jugendstil, Friedrich Russ, Werkmeister Teil der Sachgesamtheit Alexanderstraße 92, 94, 96, 98, 100, 102; Zimmermannstraße 4, 6, 10, 12 Geschützt nach § 2 DSchG | |
|                | Mehrfamilien- bzw. Mietshaus                                                                                       | Alexanderstr. 100 (Karte)                                  | 1903–1909                  | Historismus, Jugendstil, Friedrich Russ, Werkmeister Teil der Sachgesamtheit Alexanderstraße 92, 94, 96, 98, 100, 102; Zimmermannstraße 4, 6, 10, 12 Geschützt nach § 2 DSchG | |
|                | Mehrfamilien- bzw. Mietshaus                                                                                       | Alexanderstr. 102 (Karte)                                  | 1903–1909                  | Historismus, Jugendstil, Friedrich Russ, Werkmeister Teil der Sachgesamtheit Alexanderstraße 92, 94, 96, 98, 100, 102; Zimmermannstraße 4, 6, 10, 12 Geschützt nach § 2 DSchG | |
| Weitere Bilder | Doppelmietshäuser (Sachgesamtheit)                                                                                 | Alexanderstr. 104, 106, 108, 110 (Karte)                   | 1909–1910                  | Historismus-Neobarock, Louis-Seize-Formen, Alfred Seitz Geschützt nach § 2 DSchG | |
|                | Doppelmietshaus | Alexanderstr. 112 (Karte)                                  | 1908–1909                  | Historismus-Neobarock, Alfred Seitz Geschützt nach § 2 DSchG | |
|                | Doppelmietshaus mit Gaststätte                                                                                     | Bopserstr. 1, Wilhelmsplatz (Stuttgart) 9 (Karte)          | 1830–1840, 1862            | Klassizismus (Spätklassizismus), Friedrich Schied Geschützt nach § 2 DSchG | |
|                | Mietshaus | Bopserstr. 2 (Karte)                                       | 1889                       | Historismus - Neorenaissance, Heinrich Storz Geschützt nach § 2 DSchG | |
|                | Mietshäuser (Sachgesamtheit)                                                                                       | Bopserstr. 3, 5 (Karte)                                    | 1870–1872                  | Klassizismus, Carl Eitelbuß Geschützt nach § 2 DSchG | |
|                | Doppelmietshaus | Bopserstr. 6, 8 (Karte)                                    | 1867                       | Klassizismus (Spätklassizismus), Carl und Gustav Jooß, Bauunternehmer Geschützt nach § 2 DSchG | |
|                | Mietshaus | Bopserstr. 7 (Karte)                                       | 1871                       | Klassizismus (Spätklassizismus), Franz Schittenhelm Geschützt nach § 2 DSchG | |
|                | Doppelmietshaus mit Gaststätten                                                                                    | Bopserstr. 18, Christophstr. 45 (Karte)                    | 1892–1893                  | Historismus - deutsche Neorenaissance, Georg Friedrich Bihl und Alfred Woltz Geschützt nach § 2 DSchG | |
|                | Geschäfts- und Mietshaus                                                                                           | Christophstr. 36 (Karte)                                   | 1870                       | Klassizismus (Spätklassizismus), Carl Menninger, Steinhauerwerkmeister Geschützt nach § 2 DSchG | |
| Weitere Bilder | Sachgesamtheit Hofbuchdruckerei Greiner und Pfeiffer                                                               | Christophstr. 36, 38, 40 (Karte)                           | 1870                       | * Nr. 38: Fabrikgebäude, ehemaliger Erweiterungsbaudes des ehemaligen Druckereigebäudes Christophstr. 40, (1915. Jugendstil, Neoklassizismus, Schweitzer Rudolf) - Nr. 40: Ehemaliges Druckereigebäude (1894, Historismus - Neorenaissance, Georg Friedrich Bihl und Alfred Woltz) - Nr. 36: siehe oben Geschützt nach § 2 DSchG | |
|                | Mietshaus | Christophstr. 37 (Karte)                                   | 1862                       | Klassizismus (Spätklassizismus), Gustav Jooß, Werkmeister Geschützt nach § 2 DSchG | |
|                | Mietshauskomplex mit Ladenlokalen (Sachgesamtheit)                                                                 | Christophstr. 39, 41, 43, Heusteigstr. 31, 33, 35 (Karte)  | 1879–1881                  | Historismus - Neorenaissance, Jooß und Cie., Bauunternehmen (Carl Jooß, Architekt und Gustav Jooß, Werkmeister) Geschützt nach § 2 DSchG | |
|                | Mietshaus mit später eingebautem ehemaligen Ladenlokal                                                             | Hauptstätter Straße 61 (Karte)                             | 1830, 1890                 | Klassizismus, Christian Barth, Steinhauermeister Geschützt nach § 2 DSchG | |
|                | Mietshaus mit Ladenlokal                                                                                           | Hauptstätter Straße 63 (Karte)                             | 1830                       | Klassizismus Geschützt nach § 2 DSchG | |
|                | Wohnhaus | Hauptstätter Straße. 63a (Karte)                           | 1830                       | Klassizismus Geschützt nach § 2 DSchG | BW |
|                | Geschäfts- und Mietshaus                                                                                           | Heusteigstr. 34 (Karte)                                    | 1872                       | Klassizismus (Spätklassizismus), Carl und Gustav Jooß, Bauunternehmer Geschützt nach § 2 DSchG | |
|                | Mietshaus | Heusteigstr. 37 (Karte)                                    | 1889                       | Historismus - deutsche Neorenaissance, Johann Wendelin Braunwald Geschützt nach § 2 DSchG | |
|                | Doppelmietshaus mit Ladenlokalen                                                                                   | Heusteigstr. 43 A, 43 B (Karte)                            | 1889                       | Historismus - deutsche Neorenaissance, Adolf Rötsch Geschützt nach § 2 DSchG | |
|                | Handwerkerzeichen                                                                                                  | Heusteigstr. 43 C (Teil) (Karte)                           | 1865                       | Geschützt nach § 2 DSchG | BW |
|                | Mietshaus | Heusteigstr. 44 (Karte)                                    | 1894                       | Historismus - deutsche Neorenaissance, Georg Friedrich Bihl und Alfred Woltz Geschützt nach § 2 DSchG | |
| Weitere Bilder | Eduard-Pfeiffer-Haus                                                                                               | Heusteigstr. 45 (Karte)                                    | 1889–1890                  | Historismus - Neorenaissance, Neobarock, Wittmann und Stahl Geschützt nach § 2 DSchG | |
|                | Doppelmietshaus | Heusteigstr. 46, 48 (Karte)                                | 1890                       | Historismus - Neogotik, deutsche Neorenaissance, Karl Beisbarth Geschützt nach § 2 DSchG | |
| Weitere Bilder | Mietshaus mit Ladenlokalen                                                                                         | Heusteigstr. 47 (Karte)                                    | 1889–1890                  | Historismus - Neorenaissance, Anton Ockert, Postbaumeister Geschützt nach § 2 DSchG | |
|                | Mietshaus mit Ladenlokal                                                                                           | Heusteigstr. 49 (Karte)                                    | 1901                       | Jugendstil, Robert Schmid und Emil Burkhardt Geschützt nach § 2 DSchG | |
|                | Doppelmietshaus | Heusteigstr. 54, Weißenburgstr. 15 (Karte)                 | 1881, 1886                 | Historismus - deutsche Neorenaissance, Julius Holch, Garnisonsbaumeister Geschützt nach § 2 DSchG | |
| Weitere Bilder | Jakobschule | Jakobstr. 11 (Karte)                                       | 1884–1886                  | Historismus - deutsche Neorenaissance, Adolf Wolff, Stadtbaurat und Paul Burkhardt Geschützt nach § 2 DSchG | |
|                | Mietshaus | Jakobstr. 18 (Karte)                                       | 1861                       | Jakob Schwarz, Werkmeister Geschützt nach § 2 DSchG | |
|                | Doppelmietshaus mit Gaststätte (Murrhardter Hof)                                                                   | Katharinenstr. 1, Wilhelmsplatz (Stuttgart) 6 (Karte)      | 1893–1894                  | Historismus - deutsche Neorenaissance, Neobarock, Albert Lorenz, Werkmeister Geschützt nach § 2 DSchG | |
|                | Marienheim bzw. -anstalt (ehemalige Herberge für katholische Dienstmädchen und Arbeiterinnen) (Sachgesamtheit)     | Katharinenstr. 2 B, 4, 6 (Karte)                           | 1898, 1906–1907, 1912–1913 | Historismus, Jugendstil, Neoklassizismus, Georg Friedrich Bihl und Alfred Woltz Geschützt nach § 2 DSchG | |
| Weitere Bilder | Geschäfts- und Mietshaus                                                                                           | Mozartstr. 3 (Karte)                                       | 1899                       | Historismus - Neogotik, deutsche Neorenaissance, Heinrich Storz Geschützt nach § 2 DSchG | |
| Weitere Bilder | Mietshaus mit Ladenlokalen                                                                                         | Mozartstr. 17 (Karte)                                      | 1914                       | Historismus - Neobarock, Neoklassizismus, Heckenberger und Stehle Geschützt nach § 2 DSchG | |
|                | Fischreiherbrunnen                                                                                                 | Marie-Juchacz-Platz (Lorenzstaffel, Olgastraße) (Karte)    | 1934                       | Julius Frick, Bildhauer Geschützt nach § 2 DSchG | |
|                | Mietshaus | Olgastr. 67 (Karte)                                        | 1861                       | Klassizismus (Spätklassizismus), Gotthard Josenhans, Werkmeister Geschützt nach § 2 DSchG | |
|                | Ehemaliges Wohnhaus mit Betsaal der Neuapostolischen Gemeinde                                                      | Olgastr. 96 (Karte)                                        | 1913–1914                  | Neoklassizismus, Hans Streit Geschützt nach § 2 DSchG | |
| Weitere Bilder | Mietshaus | Olgastr. 98 (Karte)                                        | 1871                       | Klassizismus (Spätklassizismus), Wilhelm Brenner, Werkmeister Geschützt nach § 2 DSchG | |
|                | Doppelmietshaus | Olgastr. 100,102 (Karte)                                   | 1873                       | Klassizismus (Spätklassizismus), Johann Wendelin Braunwald Geschützt nach § 2 DSchG | |
|                | Mietshaus mit Ladenanbau                                                                                           | Rosenstr. 46 (Karte)                                       | 1864                       | Spätklassizismus, deutsche Neorenaissance, Wilhelm Brenner, Steinhauerwerkmeister Geschützt nach § 2 DSchG | |
| Weitere Bilder | Mietshaus mit Ladenlokalen                                                                                         | Schlosserstr. 2 (Karte)                                    | 1891                       | Historismus - Neorenaissance, Heinrich Storz Geschützt nach § 2 DSchG | |
|                | Doppelmietshaus | Schlosserstr. 6, 8 (Karte)                                 | 1846                       | Klassizismus, Wilhelm Brenner, Steinhauerwerkmeister Geschützt nach § 2 DSchG | |
|                | Mehrfamilienhaus mit Fabrik- und Badgebäude (Sachgesamtheit)                                                       | Schlosserstr. 9, 9A (Karte)                                | 1881                       | Klassizismus (Spätklassizismus), Albert Speidel Geschützt nach § 2 DSchG | |
| Weitere Bilder | Mehrfamilienhaus mit Hofanlage und Fabrikgebäude (Sachgesamtheit)                                                  | Schlosserstr. 11, 11 A (Karte)                             | 1883–1884, 1900–1910       | Spätklassizismus, Historismus, Jugendstil, Albert Speidel Geschützt nach § 2 DSchG | |
| Weitere Bilder | Doppelmietshaus | Schlosserstr. 14 A, 14 B (Karte)                           | 1895–1897                  | Historismus, deutsche Neorenaissance, Georg Friedrich Bihl und Alfred Woltz Geschützt nach § 2 DSchG | |
| Weitere Bilder | Ehemaliges Anwesen des Verlagsbuchhändlers Albert Ebner mit Villa, Wirtschafts und Magazingebäude (Sachgesamtheit) | Schlosserstr. 15, Sophienstr. 1 B, 1Ba (Karte)             | 1866–1867                  | Spätklassizismus, Historismus, Carl Beisbarth (alias Beisbarth Senior) Geschützt nach § 2 DSchG | |
| Weitere Bilder | Mietshaus | Schlosserstr. 20 (Karte)                                   | 1874                       | Klassizismus, Adolf Höfer Geschützt nach § 2 DSchG | |
| Weitere Bilder | Mietshaus | Schlosserstr. 28 (Karte)                                   | 1871                       | Klassizismus (Spätklassizismus), Heinrich Müller Geschützt nach § 2 DSchG | |
| Weitere Bilder | Villa | Sophienstr. 1 B (Karte)                                    | 1866–1867                  | Klassizismus (Spätklassizismus), Carl Beisbarth (alias Beisbarth Senior) Geschützt nach § 2 DSchG | |
| Weitere Bilder | Marthahaus | Sophienstr. 1 C (Karte)                                    | 1888                       | Historismus - Neorenaissance, Theophil Frey Geschützt nach § 2 DSchG | |
|                | Mietshaus nebst Miets- und Werkstatthinterhaus (Sachgesamtheit)                                                    | Sophienstr. 2, 2 A (Karte)                                 | 1896–1898                  | Historismus - Neorenaissance, Neobarock, Carl Beisbarth und Jakob Früh Geschützt nach § 2 DSchG | |
|                | Mietshaus | Sophienstr. 2 B (Karte)                                    | 1840, 1870                 | Klassizismus (Spätklassizismus) Geschützt nach § 2 DSchG | |
| Weitere Bilder | Mietshaus mit Torhaus                                                                                              | Sophienstr. 2 C (Karte)                                    | 1870                       | A. Pfrimer Geschützt nach § 2 DSchG | |
| Weitere Bilder | Mietshaus | Sophienstr. 3 B (Karte)                                    | 1830, 1843                 | Klassizismus, Unbekannt (1833), F. Lachenmaier, Werkmeister (1843 Aufstockung) Geschützt nach § 2 DSchG | |
|                | Doppelmietshaus | Sophienstr. 4 A, 4 B (Karte)                               | 1829–1831, 1865            | Klassizismus, Conrad Kurfiß (?), Steinhauer; Wilhelm Brenner, Werkmeister (1865 Erweiterung) Geschützt nach § 2 DSchG | |
| Weitere Bilder | Doppelmietshaus | Sophienstr. 6 A, 6 B (Karte)                               | 1831, 1831, 1889           | Klassizismus, Historismus - Neobarock, Unbekannt (1831); August Schiller (1889) Geschützt nach § 2 DSchG | |
|                | Wirtschaftsgebäude                                                                                                 | Sophienstr. 18a (Karte)                                    |                            | Carl Beisbarth (alias Beisbarth Senior) Geschützt nach § 2 DSchG | BW |
|                | Sophienstaffel | Sophienstraße, Flst.Nr. 4230 (Karte)                       | 1890                       | Geschützt nach § 2 DSchG | |
|                | Mietshaus | Weißenburgstr. 13 (Karte)                                  | 1872                       | Historismus - Neorenaissance, Jakob Schwarz, Werkmeister Geschützt nach § 2 DSchG | |
|                | Mietshaus (einschließlich Eisengittertor)                                                                          | Weißenburgstr. 19 (Karte)                                  | 1891                       | Historismus - Neorenaissance, Robert Schmid und Emil Burckhardt Geschützt nach § 2 DSchG | |
|                | Mehrfamilienhaus                                                                                                   | Weißenburgstr. 23 (Karte)                                  | 1887                       | Historismus - Neorenaissance, Emil Meyer, Stadtbaurat Geschützt nach § 2 DSchG | |
| Weitere Bilder | Doppelmietshaus mit Ladenlokal                                                                                     | Weißenburgstr. 27, 29 (Karte)                              | 1900                       | Historismus - deutsche Neorenaissance, Jugendstil, Ernst Friz Geschützt nach § 2 DSchG | |
| Weitere Bilder | Doppelmietshaus (einschließlich Torblätter)                                                                        | Weißenburgstr. 31, 33 (Karte)                              | 1902–1903                  | Louis-Seize-Formen Jugendstil, Heinrich Storz Geschützt nach § 2 DSchG | |
|                | Ehemaliges Haus Pelargus mit Giesserei-Werkstatt                                                                   | Weißenburgstr. 35 (Karte)                                  | 1845                       | Unbekannt, Werkmeister Geschützt nach § 2 DSchG | |
|                | Mietshaus mit Ladenlokal                                                                                           | Wilhelmsplatz (Stuttgart) 1 (Karte)                        | 1870                       | Johann Wendelin Braunwald Geschützt nach § 2 DSchG | |
|                | Mietshaus mit Ladenlokalen                                                                                         | Wilhelmsplatz (Stuttgart) 10 (Karte)                       | 1820, 1846, 1891           | Schweitzer, Zimmermeister (1846 Erweiterung); Heinrich Storz (1891 Aufstockung) Geschützt nach § 2 DSchG | |
|                | Sigmundbrunnen | Wilhelmsplatz (Stuttgart), Flst.Nr. 560 (Karte)            | 1800–1825                  | Nikolaus Friedrich von Thouret, Prof. (vermutlich der Entwerfer) Geschützt nach § 12 DSchG | |
|                | Mehrfamilien- bzw. Mietshäuser (Sachgesamtheit)                                                                    | Zimmermannstr. 4 (Karte)                                   |                            | Historismus, Jugendstil, Friedrich Russ, Werkmeister Teil der Sachgesamtheit Alexanderstraße 92, 94, 96, 98, 100, 102; Zimmermannstraße 4, 6, 10, 12 Geschützt nach § 2 DSchG | |
|                | Mehrfamilien- bzw. Mietshäuser (Sachgesamtheit)                                                                    | Zimmermannstr. 6 (Karte)                                   |                            | Historismus, Jugendstil, Friedrich Russ, Werkmeister Teil der Sachgesamtheit Alexanderstraße 92, 94, 96, 98, 100, 102; Zimmermannstraße 4, 6, 10, 12 Geschützt nach § 2 DSchG | |
|                | Mehrfamilien- bzw. Mietshäuser (Sachgesamtheit)                                                                    | Zimmermannstr. 10, 12 (Karte)                              | 1903–1909                  | Historismus, Jugendstil, Friedrich Russ, Werkmeister Teil der Sachgesamtheit Alexanderstraße 92, 94, 96, 98, 100, 102; Zimmermannstraße 4, 6, 10, 12 Geschützt nach § 2 DSchG | [[Vorlage:Bilderwunsch/code!/C:48.770259,9.182445!/D:Mehrfamilien- bzw. Mietshäuser (Sachgesamtheit)!/\|BW]] |